# Guerra d'independència de Romania
La Guerra d'Independència de Romania és el nom que s'utilitza en la historiografia romanesa per referir-se a la guerra russo-turca (1877–78), després de la qual Romania, lluitant al bàndol rus, va obtenir la independència de l'Imperi Otomà.
El 16 d'abril de 1877, Romania i l'Imperi rus van signar a Bucarest un tractat pel qual es permetia el pas de les tropes russes pel territori romanès, amb la condició que Rússia respectés la integritat de Romania. En conseqüència, també es va iniciar la mobilització de les tropes romaneses i es van aplegar uns 120.000 soldats al sud del país per defensar-se d'un eventual atac de les forces otomanes del sud del Danubi. El 24 d'abril de 1877, Rússia va declarar la guerra a l'Imperi Otomà i les seves tropes van entrar a Romania a través del pont Eiffel de nova construcció, de camí cap a l'Imperi Otomà. A causa de grans pèrdues, l'Imperi rus va demanar a Romania la intervenció. El 24 de juliol de 1877, les primeres unitats de l'exèrcit romanès van creuar el Danubi i van unir forces amb l'exèrcit rus.

## Proclamació de la independència romanesa
El 21 de maig de 1877, al parlament romanès, Mihail Kogălniceanu va llegir l'acte d'independència de Romania com la voluntat del poble romanès. Un dia després, el 22 de maig, l'acte va ser signat pel príncep Carol I. Per motius simbòlics, la data del 10 de maig es va celebrar el Dia de la Independència fins al 1947, ja que també va marcar la celebració del dia en què el príncep alemany Carol va arribar per primera vegada a Bucarest (el 10 de maig de 1866). Després de la Declaració, el govern romanès va cancel·lar immediatament el pagament d'homenatge a l'Imperi Otomà (914.000 lei), i la suma va ser donada al Ministeri de Guerra.
Inicialment, abans de 1877, Rússia no volia cooperar amb Romania, ja que no volien que Romania participés en els tractats de pau després de la guerra, però els russos es van trobar amb un exèrcit otomà molt fort de 40.000 soldats dirigits per Osman Pasha al setge de Plevna (Pleven), on les tropes russes dirigides per generals russos van patir pèrdues molt fortes i van ser derrotades en diverses batalles.
A causa de grans pèrdues, el gran duc Nikolai Nikolàievitx Romànov el Vell, el comandant en cap rus, va demanar al príncep Carol I que l'exèrcit romanès intervingués i unís forces amb l'exèrcit rus.
El príncep Carol I va acceptar la proposta del duc de convertir-se en mariscal de les tropes russes, a més del comandament del seu propi exèrcit romanès, podent així dirigir les forces armades combinades a la conquesta de Plevna i la rendició formal, després de forts combats amb el general turc Osman Pasha. L'exèrcit va guanyar les batalles de Grivitsa i Rahova i el 28 de novembre de 1877 la ciutadella de Plevna va capitular i Osman Pasha va rendir la ciutat, la guarnició i la seva espasa al coronel romanès Mihail Cerchez i al comandant de divisió rus Ivan Ganetsky. Després de l'ocupació de Plevna, l'exèrcit romanès va tornar al Danubi i va guanyar les batalles de Vidin i Smârdan.
El 19 de gener de 1878, l'Imperi Otomà va sol·licitar un armistici, que va ser acceptat per Rússia i Romania. Romania va guanyar la guerra, però va costar més de 19.000 baixes. La seva independència de la Porta fou finalment reconeguda el 13 de juliol de 1878.

### Operacions navals

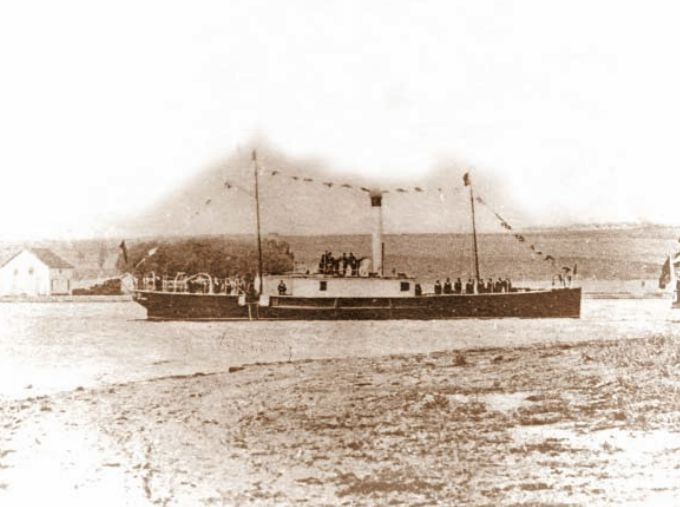
El canó România

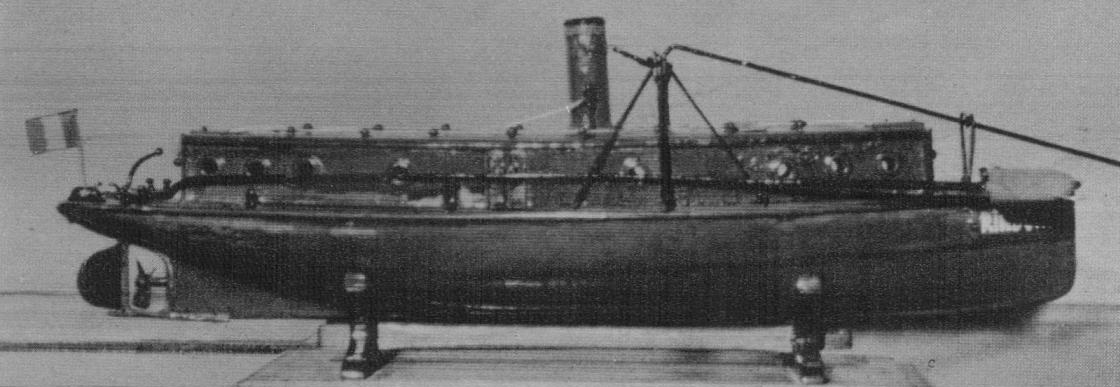
El torpeder spar Rândunica

L'armada romanesa estava formada per tres canons: Ştefan cel Mare, România i Fulgerul i un torpedero spar, Rândunica. Els tres canons van desplaçar 352, 130 i 85 tones respectivament. Ştefan cel Mare i România estaven armats amb quatre canons i Fulgerul amb una arma. Tot i la seva inferioritat sobre el paper, l'armada romanesa va destruir molts canons fluvials turcs.
Segons el tractat rus-romanès signat a l'abril d'aquell any, el torpedero romanès Rândunica servia sota el comandament conjunt romanès-rus. Els russos també la coneixien com a Tsarevitx. La seva tripulació estava formada per dos lloctinents russos, Dubasov i Xestakov, i tres romanesos: el major Murgescu (oficial d'enllaç oficial amb el quarter general rus), un mecànic de motors i un navegador. L'atac de Rândunica es va produir durant la nit del 25 al 26 de maig de 1877, prop de Măcin. Quan s'acostava al monitor otomà Seyfi, aquest li va disparar tres voltes sense cap efecte. Abans que pogués acomiadar la quarta ronda, el carretó de Rândunica la va colpejar entre les naus mitjanes i la popa. Va seguir una poderosa explosió, amb deixalles del vaixell de guerra otomà elevant-se fins a 40 metres en l'aire. El monitor mig enfonsat va tornar a obrir foc, però va tornar a ser colpejat amb els mateixos efectes devastadors. Posteriorment, la tripulació de Seyfi va disparar els seus rifles contra Rândunica, ja que aquest es retirava i el monitor s'enfonsava. Després d'aquesta acció, els vaixells de guerra otomans durant la resta de la guerra sempre es retirarien quan albiren torpeders. Els tinents russos Dubasov i Xestakov van ser condecorats amb l'Orde de Sant Jordi, mentre que el Major Murgescu va ser condecorat amb l'Orde de Sant Vladimir i l'Orde de l'Estrella de Romania. Rândunica va tornar al control total romanès el 1878, després que les forces terrestres russes havien acabat de creuar el Danubi. El monitor otomà Seyfi era un vaixell de guerra blindat de 400 tones, amb un gruix màxim de blindatge de 76 mm i armat amb dos canons de 120 mm.
Un altre monitor otomà, el Podgoriçe, va ser bombardejat i enfonsat per l'artilleria costanera romanesa el 7 de novembre de 1877.

## Conseqüències
El tractat de pau entre Rússia i l'Imperi Otomà es va signar a San Stefano, el 3 de març de 1878. Va crear un Principat de Bulgària i va reconèixer la independència de Sèrbia, Montenegro i Romania.
La Convenció entre Rússia i Romania, que va establir el trànsit de les tropes russes a través del país, és una de les quals Rússia es va obligar a "mantenir i fer respectar els drets polítics de l'estat romanès, com són el resultat de les lleis internes i dels tractats existents i també per defensar la integritat actual de Romania". Els romanesos creuen que "defensar" en un acte diplomàtic significa el reconeixement de l'statu-quo establert pel Congrés de París de 1856, pel qual tres comtats del sud de Bessaràbia (part de Budjak, una regió conquerida pels turcs cap a finals del segle xv i governada fins a finals Segle XIX, quan va ser conquerida pels russos) van ser presos de l'Imperi Rus, derrotats a la guerra de Crimea i retornats als romanesos del Principat de Moldàvia. L'Imperi rus mai no va voler "mantenir i defensar" la integritat del Principat de Romania. Volien conquerir el màxim possible de la regió del Mar Negre (control del Danubi) fins a Istanbul (Dardanels / Bòsfor) i el mar Mediterrani.
El tractat no va ser reconegut per les Potències Centrals i la conferència de pau de 1878 a Berlín va decidir que Rússia donaria a Romania la seva independència, els territoris del nord de la Dobruja, el delta del Danubi i l'accés al Mar Negra, inclòs l'antic port de Tomis, així com la petita illa de les serps (Insula Şerpilor), però Rússia ocuparia tanmateix com a anomenada "compensació" els antics comtats romanesos de Bessaràbia meridional (Cahul, Bolgrad i Ismail), que pel Tractat de París de 1856 (després de la guerra de Crimea) van ser inclosos a Moldàvia. El príncep Carol va estar molt descontent per aquest desfavorable gir de negociacions; finalment, Bismarck el va convèncer (en cartes publicades originalment intercanviades en aquella època) que acceptés aquest compromís amb Rússia en vista del gran potencial econòmic de l'accés directe de Romania al mar Negre i als seus antics ports a costa de Bulgària.